# Чарівне полум'я (фільм)
Чарівне полум'я (англ. The Magic Flame) — американська драма режисера Генрі Кінга 1927 року. Фільм був номінований на премію «Оскар» за найкращу операторську роботу.
5 котушок плівки, в даний момент, зберігаються в Міжнародному музеї фотографії і кіно, в той час як решта 6 котушок вважаються втраченими.

## У ролях
- Рональд Колман — клоун Тіто /  граф
- Вільма Банкі — Бьянка
- Агостіно Боргато — шпрехшталмейстер
- Густав фон Сейффертітц — канцлер
- Гарві Кларк — помічник
- Ширлі Палмер — дружина
- Джордж Девіс — корисний чоловік
- Андре Черон — менеджер
- Вадим Уранев — відвідувач